# Sam Wilson
Pour les articles homonymes, voir Wilson.
Samuel Wilson est un personnage interprété par Anthony Mackie dans l'univers cinématographique Marvel (MCU), basé sur le personnage des comics Marvel du même nom et appelé généralement par le nom de son premier alter ego, Falcon. Wilson assume plus tard le titre de Captain America après la retraite de Steve Rogers. Il est décrit comme un vétéran de l'armée de l'air des États-Unis en tant que Pararescue. Sa spécificité est qu'il vole à l'aide d'un réacteur dorsal aux ailes articulées. Il est recruté en tant que membre des Avengers où il utilise ses compétences pour défendre la Terre contre diverses menaces.
Sam Wilson est une figure centrale du MCU, ayant joué dans six films de la franchise (chiffres de 2020) ainsi que l'un des protagonistes de la série de Disney+ Falcon et le Soldat de l'Hiver (2021),. Ce personnage est remarquable en ce qu'il est le premier Captain America afro-américain à apparaître en prise de vues réelles,, et la manière dont Anthony Mackie joue Sam Wilson a été accueillie  positivement par le public. Mackie devrait reprendre le rôle de Wilson dans un futur film de Captain America en cours de production.